# EFL League Two
English Football League Two profesionalna je nogometna liga u Engleskoj. EFL League Two predstavlja četvrti rang English Football Leaguea (EFL) i četvrti najviši rang u engleskom nogometnom sustavu, nakon Premier lige, Championshipa i League Onea. U ligi se natječe 24 kluba.
Osnovana je 2004./05. kao Football League Two. Prije te sezone četvrti rang bio je Football League Third Division.
Trenutno se u ovoj ligi natječu dva bivša kluba Premier lige: Oldham Athletic (od 1992. do 1994.) i Swindon Town (od 1993. do 1994.).
Trenutni prvak je Doncaster Rovers.

## Struktura
U ligi se natječe 24 kluba. Svaki klub igra protiv svakog od ostalih klubova dva puta (jednom kod kuće i jednom u gostima) i osvaja tri boda za pobjedu, jedan za neriješen rezultat i nijedan bod za poraz. 
Na kraju svake sezone, tri najbolje momčadi, s pobjednikom doigravanja između momčadi koje su završile od četvrtog do sedmog mjesta, plasiraju se u EFL League One, a zamjenjuju ih četiri momčadi koje su završile na dnu League One.

## Trenutni klubovi
| Klub               | Grad                    | Stadion                      | Capacitet |
| ------------------ | ----------------------- | ---------------------------- | --------- |
| Accrington Stanley | Accrington              | Crown Ground                 | 5450      |
| Barnet             | London (Canons Park)    | The Hive Stadium             | 6418      |
| Barrow             | Barrow-in-Furness       | Holker Street                | 6500      |
| Bristol Rovers     | Bristol (Horfield)      | Memorial Stadium             | 9832      |
| Bromley            | London (Bromley)        | Hayes Lane                   | 5300      |
| Cambridge United   | Cambridge               | Abbey Stadium                | 8127      |
| Cheltenham Town    | Cheltenham              | Whaddon Road                 | 7066      |
| Chesterfield       | Chesterfield            | SMH Group Stadium            | 10.504    |
| Colchester United  | Colchester              | Colchester Community Stadium | 10.105    |
| Crawley Town       | Crawley                 | Broadfield Stadium           | 5996      |
| Crewe Alexandra    | Crewe                   | Gresty Road                  | 10.153    |
| Fleetwood Town     | Fleetwood               | Highbury Stadium             | 5327      |
| Gillingham         | Gillingham              | Priestfield Stadium          | 11.582    |
| Grimsby Town       | Cleethorpes             | Blundell Park                | 9052      |
| Harrogate Town     | Harrogate               | Wetherby Road                | 5000      |
| Milton Keynes Dons | Milton Keynes (Denbigh) | Stadium MK                   | 30.500    |
| Newport County     | Newport                 | Rodney Parade                | 7850      |
| Notts County       | Nottingham              | Meadow Lane                  | 19.841    |
| Oldham Athletic    | Oldham                  | Boundary Park                | 13.513    |
| Salford City       | Salford                 | Moor Lane                    | 5108      |
| Shrewsbury Town    | Shrewsbury              | New Meadow                   | 9875      |
| Swindon Town       | Swindon                 | County Ground                | 15.728    |
| Tranmere Rovers    | Birkenhead (Prenton)    | Prenton Park                 | 16.789    |
| Walsall            | Walsall (Bescot)        | Bescot Stadium               | 11.300    |

## Klubovi koji su napredovali iz League Two
| Sezona    | Pobjednik           | Bodova | Drugoplasirani      | Bodova | Trećeplasirani     | Bodova | Pobjednik doigravanja | Mjesto u ligi | Bodova |
| --------- | ------------------- | ------ | ------------------- | ------ | ------------------ | ------ | --------------------- | ------------- | ------ |
| 2004./05. | Yeovil Town         | 83     | Scunthorpe United   | 80     | Swansea City       | 80     | Southend United       | 4.            | 78     |
| 2005./06. | Carlisle United     | 86     | Northampton Town    | 83     | Leyton Orient      | 81     | Cheltenham Town       | 5.            | 72     |
| 2006./07. | Walsall             | 89     | Hartlepool United   | 88     | Swindon Town       | 85     | Bristol Rovers        | 6.            | 72     |
| 2007./08. | Milton Keynes Dons  | 97     | Peterborough United | 92     | Hereford United    | 88     | Stockport County      | 4.            | 82     |
| 2008./09. | Brentford           | 85     | Exeter City         | 79     | Wycombe Wanderers  | 78     | Gillingham            | 5.            | 75     |
| 2009./10. | Notts County        | 93     | Bournemouth         | 83     | Rochdale           | 82     | Dagenham & Redbridge  | 7.            | 72     |
| 2010./11. | Chesterfield        | 86     | Bury                | 81     | Wycombe Wanderers  | 81     | Stevenage             | 6.            | 69     |
| 2011./12. | Swindon Town        | 93     | Shrewsbury Town     | 88     | Crawley Town       | 84     | Crewe Alexandra       | 7.            | 72     |
| 2012./13. | Gillingham          | 83     | Rotherham United    | 79     | Port Vale          | 78     | Bradford City         | 7.            | 69     |
| 2013./14. | Chesterfield        | 84     | Scunthorpe United   | 81     | Rochdale           | 81     | Fleetwood Town        | 4.            | 76     |
| 2014./15. | Burton Albion       | 94     | Shrewsbury Town     | 89     | Bury               | 85     | Southend United       | 5.            | 84     |
| 2015./16. | Northampton Town    | 99     | Oxford United       | 86     | Bristol Rovers     | 85     | AFC Wimbledon         | 7.            | 75     |
| 2016./17. | Portsmouth          | 87     | Plymouth Argyle     | 87     | Doncaster Rovers   | 85     | Blackpool             | 7.            | 70     |
| 2017./18. | Accrington Stanley  | 93     | Luton Town          | 88     | Wycombe Wanderers  | 84     | Coventry City         | 6.            | 75     |
| 2018./19. | Lincoln City        | 85     | Bury                | 79     | Milton Keynes Dons | 79     | Tranmere Rovers       | 6.            | 73     |
| 2019./20. | Swindon Town        | 88,32  | Crewe Alexandra     | 85,56  | Plymouth Argyle    | 84,64  | Northampton Town      | 7.            | 72,22  |
| 2020./21. | Cheltenham Town     | 82     | Cambridge United    | 80     | Bolton Wanderers   | 79     | Morecambe             | 4.            | 78     |
| 2021./22. | Forest Green Rovers | 84     | Exeter City         | 84     | Bristol Rovers     | 80     | Port Vale             | 5.            | 78     |
| 2022./23. | Leyton Orient       | 91     | Stevenage           | 85     | Northampton Town   | 83     | Carlisle United       | 5.            | 76     |
| 2023./24. | Stockport County    | 92     | Wrexham             | 88     | Mansfield Town     | 86     | Crawley Town          | 7.            | 70     |
| 2024./25. | Doncaster Rovers    | 84     | Port Vale           | 80     | Bradford City      | 78     | AFC Wimbledon         | 5.            | 73     |

U sezoni 2019./20. su korišteni bodovi po utakmici zbog prekida sezone zbog pandemije COVID-19 u Ujedinjenom Kraljevstvu.

## Rezultati doigravanja
| Sezona    | Polufinale (1. utakmica)                                                  | Polufinale (2. utakmica) | Finale                                                                                           |
| --------- | ------------------------------------------------------------------------- | --- | ------------------------------------------------------------------------------------------------ |
| 2004./05. | Lincoln City 1:0 Macclesfield Town Northampton Town 0:0 Southend United   | Macclesfield Town 1:1 Lincoln City Southend United 1:0 Northampton Town                                                                                    | Lincoln City 0:2 Southend United                                                                 |
| 2005./06. | Lincoln City 0:1 Grimsby Town Wycombe Wanderers 1:2 Cheltenham Town       | Grimsby Town 2:1 Lincoln City Cheltenham Town 0:0 Wycombe Wanderers                                                                                        | Grimsby Town 0:1 Cheltenham Town                                                                 |
| 2006./07. | Bristol Rovers 2:1 Lincoln City Shrewsbury Town 0:0 Milton Keynes Dons    | Lincoln City 3:5 Bristol Rovers Milton Keynes Dons 1:2 Shrewsbury Town                                                                                     | Bristol Rovers 3:1 Shrewsbury Town                                                               |
| 2007./08. | Darlington 2:1 Rochdale Wycombe Wanderers 1:1 Stockport County            | Rochdale 2:1 Darlington (Rochdale je pobijedio 5:4 nakon izvođenja jedanaesteraca) Stockport County 1:0 Wycombe Wanderers                                  | Rochdale 2:3 Stockport County                                                                    |
| 2008./09. | Shrewsbury Town 0:1 Bury Rochdale 0:0 Gillingham                          | Bury 0:1 Shrewsbury Town (Shrewsbury je pobijedio 4:3 nakon izvođenja jedanaesteraca) Gillingham 2:1 Rochdale                                              | Gillingham 1:0 Shrewsbury Town                                                                   |
| 2009./10. | Dagenham & Redbridge 6:0 Morecambe Aldershot Town 0:1 Rotherham United    | Morecambe 2:1 Dagenham & Redbridge Rotherham United 2:0 Aldershot Town                                                                                     | Dagenham & Redbridge 3:2 Rotherham United                                                        |
| 2010./11. | Torquay United 2:0 Shrewsbury Town Stevenage 2:0 Accrington Stanley       | Shrewsbury Town 0:0 Torquay United Accrington Stanley 0:1 Stevenage                                                                                        | Stevenage 1:0 Torquay United                                                                     |
| 2011./12. | Crewe Alexandra 1:0 Southend United Cheltenham Town 2:0 Torquay United    | Southend United 2:2 Crewe Alexandra Torquay United 1:2 Cheltenham Town                                                                                     | Cheltenham Town 0:2 Crewe Alexandra                                                              |
| 2012./13. | Bradford City 2:3 Burton Albion Northampton Town 1:0 Cheltenham Town      | Burton Albion 1:3 Bradford City Cheltenham Town 0:1 Northampton Town                                                                                       | Bradford City 3:0 Northampton Town                                                               |
| 2013./14. | Burton Albion 1:0 Southend United York City 0:1 Fleetwood Town            | Southend United 2:2 Burton Albion Fleetwood Town 0:0 York City                                                                                             | Burton Albion 0:1 Fleetwood Town                                                                 |
| 2014./15. | Stevenage 1:1 Southend United Plymouth Argyle 2:3 Wycombe Wanderers       | Southend United 3:1 Stevenage (nakon produžetaka) Wycombe Wanderers 2:1 Plymouth Argyle                                                                    | Southend United 1:1 Wycombe Wanderers (Southend je pobijedio 7:6 nakon izvođenja jedanaesteraca) |
| 2015./16. | Portsmouth 2:2 Plymouth Argyle AFC Wimbledon 1:0 Accrington Stanley       | Plymouth Argyle 1:0 Portsmouth Accrington Stanley 2:2 AFC Wimbledon (nakon produžetaka)                                                                    | AFC Wimbledon 2:0 Plymouth Argyle                                                                |
| 2016./17. | Blackpool 3:2 Luton Town Carlisle United 3:3 Exeter City                  | Luton Town 3:3 Blackpool Exeter City 3:2 Carlisle United                                                                                                   | Blackpool 2:1 Exeter City                                                                        |
| 2017./18. | Lincoln City 0:0 Exeter City Coventry City 1:1 Notts County               | Exeter City 3:1 Lincoln City Notts County 1:4 Coventry City                                                                                                | Coventry City 3:1 Exeter City                                                                    |
| 2018./19. | Newport County 1:1 Mansfield Town Tranmere Rovers 1:0 Forest Green Rovers | Mansfield Town 0:0 Newport County (Newport je pobijedio 5:3 nakon izvođenja jedanaesteraca) Forest Green Rovers 1:1 Tranmere Rovers                        | Newport County 0:1 Tranmere Rovers (nakon produžetaka)                                           |
| 2019./20. | Colchester United 1:0 Exeter City Northampton Town 0:2 Cheltenham Town    | Exeter City 3:1 Colchester United Cheltenham Town 0:3 Northampton Town                                                                                     | Exeter City 0:4 Northampton Town                                                                 |
| 2020./21. | Newport County 2:0 Forest Green Rovers Tranmere Rovers 1:2 Morecambe      | Forest Green Rovers 4:3 Newport County (nakon produžetaka) Morecambe 1:1 Tranmere Rovers                                                                   | Morecambe 1:0 Newport County                                                                     |
| 2021./22. | Mansfield Town 2:1 Northampton Town Swindon Town 2:1 Port Vale            | Northampton Town 0:1 Mansfield Town Port Vale 1:1 Swindon Town (Port Vale je pobijedio 6:5 nakon izvođenja jedanaesteraca)                                 | Mansfield Town 0:3 Port Vale                                                                     |
| 2022./23. | Salford City 1:0 Stockport County Bradford City 1:0 Carlisle United       | Stockport County 2:1 Salford City (Stockport County je pobijedio 3:1 nakon izvođenja jedanaesteraca) Carlisle United 3:1 (nakon produžetaka) Bradford City | Stockport County 1:1 Carlisle United (Carlisle je pobijedio 5:4 nakon izvođenja jedanaesteraca)  |
| 2023./24. | Crawley Town 3:0 Milton Keynes Dons Crewe Alexandra 0:2 Doncaster Rovers  | Milton Keynes Dons 1:5 Crawley Town Doncaster Rovers 0:2 Crewe Alexandra (Crewe Alexandra je pobjedila 4:3 nakon izvođenja jedanaesteraca)                 | Crawley Town 2:0 Crewe Alexandra                                                                 |
| 2024./25. | Notts County 0:1 AFC Wimbledon Chesterfield 0:2 Walsall                   | AFC Wimbledon 1:0 Notts County Walsall 2:1 Chesterfield | AFC Wimbledon 1:0 Walsall                                                                        |

## Degradirane momčadi
| Sezona    | Klubovi                                  |
| --------- | ---------------------------------------- |
| 2004./05. | Kidderminster Harriers, Cambridge United |
| 2005./06. | Oxford United, Rushden & Diamonds        |
| 2006./07. | Boston United, Torquay United            |
| 2007./08. | Mansfield Town, Wrexham                  |
| 2008./09. | Chester City, Luton Town                 |
| 2009./10. | Darlington, Grimsby Town                 |
| 2010./11. | Lincoln City, Stockport County           |
| 2011./12. | Macclesfield Town, Hereford United       |
| 2012./13. | Aldershot Town, Barnet                   |
| 2013./14. | Bristol Rovers, Torquay United           |
| 2014./15. | Cheltenham Town, Tranmere Rovers         |
| 2015./16. | York City, Dagenham & Redbridge          |
| 2016./17. | Hartlepool United, Leyton Orient         |
| 2017./18. | Barnet, Chesterfield                     |
| 2018./19. | Notts County, Yeovil Town, Bury          |
| 2019./20. | Macclesfield Town, Bury                  |
| 2020./21. | Southend United, Grimsby Town            |
| 2021./22. | Oldham Athletic, Scunthorpe United       |
| 2022./23. | Hartlepool United, Rochdale              |
| 2023./24. | Sutton United, Forest Green Rovers       |
| 2024./25. | Carlisle United, Morecambe               |

## Najbolji strijelci
| Sezona    | Ime                | Klub                        | Golova |
| --------- | ------------------ | --------------------------- | ------ |
| 2004./05. | Phil Jevons        | Yeovil Town                 | 27     |
| 2005./06. | Karl Hawley        | Carlisle United             | 22     |
| 2006./07. | Richie Barker      | Hartlepool United           | 21     |
| 2006./07. | Izale McLeod       | Milton Keynes Dons          | 21     |
| 2007./08. | Aaron McLean       | Peterborough United         | 29     |
| 2008./09. | Grant Holt         | Shrewsbury Town             | 20     |
| 2008./09. | Jack Lester        | Chesterfield                | 20     |
| 2009./10. | Lee Hughes         | Notts County                | 30     |
| 2010./11. | Clayton Donaldson  | Crewe Alexandra             | 28     |
| 2011./12. | Adebayo Akinfenwa  | Northampton Town            | 18     |
| 2011./12. | Jack Midson        | AFC Wimbledon               | 18     |
| 2011./12. | Izale McLeod       | Barnet                      | 18     |
| 2011./12. | Lewis Grabban      | Rotherham United            | 18     |
| 2012./13. | Tom Pope           | Port Vale                   | 31     |
| 2013./14. | Sam Winnall        | Scunthorpe United           | 23     |
| 2014./15. | Matt Tubbs         | Portsmouth                  | 21     |
| 2015./16. | Matty Taylor       | Bristol Rovers              | 27     |
| 2016./17. | John Akinde        | Barnet                      | 26     |
| 2016./17. | John Marquis       | Doncaster Rovers            | 26     |
| 2017./18. | Billy Kee          | Accrington Stanley          | 25     |
| 2018./19. | James Norwood      | Tranmere Rovers             | 29     |
| 2019./20. | Eoin Doyle         | Bradford City, Swindon Town | 25     |
| 2020./21. | Paul Mullin        | Cambridge United            | 32     |
| 2021./22. | Dom Telford        | Newport County              | 25     |
| 2022./23. | Andy Cook          | Bradford City               | 28     |
| 2023./24. | Macaulay Langstaff | Notts County                | 28     |
| 2024./25. | Michael Cheek      | Bromley                     | 25     |